# Wallis-Passage
Die Wallis-Passage ist eine Meerenge im Archipel der Südlichen Shetlandinseln. Sie verläuft nord-südlicher Ausrichtung und trennt Aspland Island im Westen von Gibbs Island im Osten.
Das UK Antarctic Place-Names Committee benannte sie 2018. Namensgeber ist Derek A. Wallis von der Royal Navy, Kapitän der Endurance bei der Joint Services Expedition to the Elephant Island Group (JSEEIG, 1976–1977).